# Porte Catherine
La porte Catherine (en roumain : Poarta Ecaterinei, en allemand : Katharinentor) est une porte située à Brașov, en Roumanie. Elle est construite par la corporation des tailleurs en 1559 à des fins défensives. Elle remplace alors une ancienne porte détruite par les inondations en 1526. Située près de la porte Şchei, elle tire son nom du monastère de Sainte-Catherine qui se trouvait à cet endroit auparavant. Elle est la seule porte de la ville datant du Moyen Âge ayant survécu. La tour centrale n'est en fait qu'une partie de la tour d'origine ; des documents mentionnent l'existence d'une structure en bois démolie en 1827.
D'anciens documents la mentionnent sous le nom de Porta Valacce car c'était la seule entrée pour les Roumains vivant à Șcheii Brașovului. Ils n'étaient pas autorisés à utiliser les quatre autres entrées. Lorsque les Saxons dirigeaient la ville, du XIIIe siècle au XVIIe siècle, les Roumains n'avaient pas le droit de propriété à l'intérieur des murs de la forteresse et s'étaient établis hors des murs dans le quartier appelé Șcheii Brașovului. Les Roumains pouvaient entrer dans la ville seulement à certaines heures et devaient payer un droit de péage pour pouvoir vendre leurs produits à l'intérieur de la citadelle. 
Les quatre petites tourelles aux coins (qu'on retrouve aussi dans d'autres villes de Transylvanie) symbolisent le fait que la ville avait l'autonomie judiciaire et le « droit d'épée » (ius gladii), qui était le droit de décider de la peine de mort. Au-dessus de l'entrée, la tour porte les armoiries de la ville, une couronne sur un tronc et des racines de chêne.
Il y a aujourd'hui un musée.